# Wahlen 1836
◄◄ | ◄ | 1832 | 1833 | 1834 | 1835 | Wahlen 1836 | 1837 | 1838 | 1839 | 1840 | ► | ►►

Weitere Ereignisse
Die Liste der Wahlen 1836 umfasst Parlamentswahlen, Präsidentschaftswahlen, Referenden und sonstige Abstimmungen auf nationaler und subnationaler Ebene, die im Jahr 1836 weltweit abgehalten wurden.
Das damalige Wahlrecht entsprach typischerweise nicht den Wahlrechtsgrundsätzen der direkten, geheimen und gleichen Wahl. Zeittypisch waren oft nur kleine Teile der Bevölkerung wahlberechtigt, ein Frauenwahlrecht war nicht gegeben.

## Termine
| Land               | Datum              | Link zur Wahl 1836                                   | Link zur letzten Wahl | Bemerkung                               |
| ------------------ | ------------------ | ---------------------------------------------------- | --------------------- | --------------------------------------- |
| Sachsen-Altenburg  |                    | Wahl der Landschaft des Herzogtums Sachsen-Altenburg | 1832                  | Neuwahl eines Drittels der Abgeordneten |
| Vereinigte Staaten | ab dem 4. Juli     | Wahl zum Repräsentantenhaus der Vereinigten Staaten  | 1834                  |                                         |
| Vereinigte Staaten | 3. Nov. – 7. Dez.  | Präsidentschaftswahl in den Vereinigten Staaten      | 1832                  |                                         |
| Vereinigte Staaten | 7. – 9. Nov.       | Gouverneurswahl in New York                          | 1834                  |                                         |
| Bayern             | 7. Dez. – 25. Dez. | Wahl zur Kammer der Abgeordneten in Bayern           | 1830                  | [ 2 ]                                   |